# Miguel Pardo Bazán
Miguel Pardo-Bazán de Mendoza y Castro (Pazo de Santa Mariña Dozo, Cambados, 5 de agosto de 1784 - 7 de enero de 1839) fue un militar y político español, de origen gallego. Diputado a Cortes entre 1834 y 1837, destacó su nieta, Emilia Pardo Bazán.

## Trayectoria

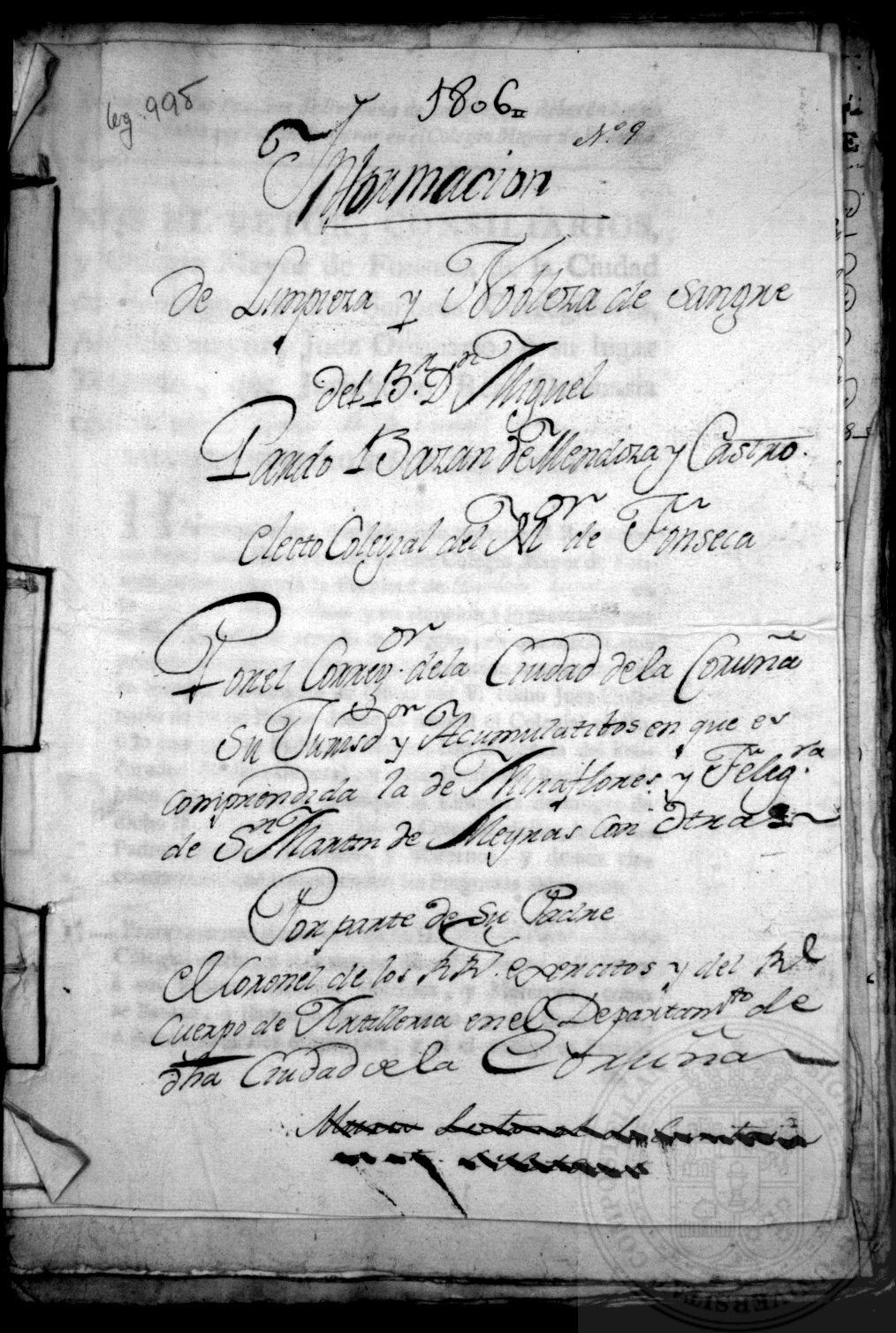
Pruebas de limpieza de sangre, 1806.

Hijo de Juan José Pardo de Lama y de su esposa (11 de enero de 1788) Luisa Bazán, procedía de dos familias hidalgas: la de los Pardo, que tenían su casa principal en Meirás, Sada, La Coruña, y la de los Bazán, de Cambados, sus padres habían tenido problemas para contraer matrimonio, pues que el padre del novio, Pedro Pardo, una vez que la pareja había celebrado los esponsales, se opuso al casamiento por entender que los Bazán eran de inferior extracción social, pero un Real Auto de 1787 reconoció que los Bazán eran “ilustres, nobles, y dignos”, obligando a que Pedro Pardo consintiera el matrimonio e imponiéndole una multa de 2000 escudos. Estudó leyes y cánones en la Universidad de Santiago de Compostela y en 1806, acreditada su limpieza de sangre y su origen hidalgo, fue opositor a una beca de cánones del Colegio de Fonseca. Formó parte del Batallón Literario durante la Guerra de la Independencia Española y fue teniente en 1809, capitán en 1817 y consiguió el grado de teniente coronel con el derecho al uso del uniforme, gozando por ello del fuero militar, nel 14 de febrero de 1818, con lo que se retiró del ejército. Presidió la primera Junta de Censura (1810) y formó parte en el trienio liberal de la Diputación de La Coruña. En 1820 formó parte de la Sociedad Patriótica de La Coruña, la primera constituida en España. En 1821 firmó una denuncia contra el gobierno por la falta de libertad de prensa, fue miembro destacado de la Diputación de Galicia (cuando había una Diputación única para todo el territorio gallego) y, al dividirse esta en cuatro provincias, fue nombrado jefe político o gobernador de la provincia de Lugo entre el 11 de septiembre de 1822 y el 13 de abril de 1823. Fue procurador en Cortes o diputado a Cortes por las circunscripciones de Pontevedra (1834-1836), de que ni juró ni tomó posesión de su acta, y La Coruña (1836-1837), de que tomo posesión pero a los veinte días ya había obtenido licencia para retornar a Galicia.
Se casó en la parroquia de Santiago, La Coruña, nel 13 de diciembre de 1821 con Joaquina Mosquera Ribera, bautizada en la iglesia colegiata de Santa María do Campo, La Coruña, nel 24 de abril de 1805, hija de Gonzalo María Mosquera Arias-Conde y de su esposa María Joaquina Ribera y Pardo-Osorio, y tuvieron cinco hijos: Adelaida (1823); Gonzalo (1824); José (1827, que fue padre de Emilia Pardo Bazán); Demetrio (1829) y Laureano (1839). El único que sobreviviría al padre sería José, que heredaría todos los vínculos y mayorazgos de sus padres, como el pazo de Miraflores y extensas propiedades en la provincia de Pontevedra, con su madre como su curadora y tutora nombrada por testamento de su padre.

### Otros artículos
- José Pardo Bazán Mosquera